# Berg (Mechernich)
Berg is een plaats in de Duitse gemeente Mechernich, deelstaat Noordrijn-Westfalen, en telt 291 inwoners.